# Bolsa de agua caliente

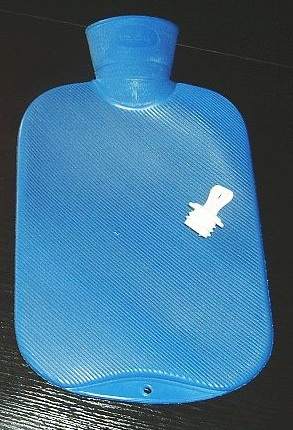
Bolsas de agua caliente modernas, elaboradas de goma.

Bolsa de agua caliente es un recipiente de goma, látex u otro material flexible, usado tradicionalmente como calientacamas o para aliviar dolores musculares, ha sido en gran medida sustituida por las mantas eléctricas y recursos similares. El DLE recoge el término guatero, usado en Chile, que deriva de la palabra de origen mapuche guata («panza», «vientre»).

## Historia y uso
La invención del precedente flexible de látex o goma se le atribuye al inventor e ingeniero Slavoljub Eduard Penkala (1871-1922). Antes los artilugios u objetos usado para calentar las camas eran de materiales duros como los calentadores de metal o los cerámica o las canecas de agua caliente (botellas achatadas de barro, también usadas para contener licores como la ginebra).
Su uso terapéutico requiere algunas precauciones en el uso doméstico. Deberá llenarse con agua caliente a 48 °C, pues si se utilizan temperaturas superiores puede producir quemaduras.